# Arthur Scherbius
Jacob Ludolf Arthur Scherbius, född 30 oktober 1878 i Frankfurt am Main, död 13 maj 1929 i Berlin, var en tysk elektroingenjör som patenterat en uppfinning för en mekanisk chiffermaskin, som senare såldes som ENIGMA. 
Scherbius föddes i Frankfurt am Main, där hans far var köpman. Han studerade elektroteknik vid Tekniska högskolan i München, varefter följde studier vid Tekniska högskolan i Hannover till mars 1903. Året därefter avslutade han med en avhandling med titeln "Förslag om uppförande av en indirekt verkande vattenturbinregulator" (Vorschläge zum Bau eines indirekt wirkenden Wasser-Turbinen-Reglers), och fick en doktorsgrad i ingenjörsvetenskap (Dr.-Ing.). 
Scherbius arbetade därefter för ett antal elektriska företag i Tyskland och Schweiz. År 1918 grundade han firman Scherbius & Ritter. Han gjorde ett antal uppfinningar, till exempel asynkronmotorer, elektriska kuddar och keramiska värmedelar; hans forskning bidrog till att hans namn kopplats samman med Scherbius-principen för asynkroniska motorer. 
Scherbius sökte patent 23 februari 1918 för en chiffermaskin baserad på roterande fasta hjul, även kallade rotorer. 1919 köpte Scherbius företag även rättigheterna till ett annat patent på en liknande krypteringsrotor från Hugo Koch. Affärerna gick dåligt vilket ledde till att företaget omorganiserades minst två gånger på 1920-talet. 
Företagets chiffermaskin, som marknadsfördes under namnet "Enigma", var ursprungligen tänkt för den kommersiella marknaden. Det fanns flera kommersiella modeller, och en av dem antogs av tyska flottan (i en modifierad version) 1926. Den tyska armén använde även de samma maskin (i en modifierad version, lite annorlunda än marinens) några år senare. 
Scherbius såg inget av detta, eftersom han omkom i en hästskjutsolycka år 1929.

## Källa
- https://www.lagis-hessen.de/pnd/127822089